# Acilius Aviola (Legat)
Acilius Aviola († 1. Jahrhundert) war ein römischer Militär aus der gens Acilia. Im Jahr 21 war er prätorischer Legat der Provinz Gallia Lugdunensis und schlug dort den Aufstand des Sacrovir nieder. In der Forschung wird über eine mögliche Identität mit dem Suffektkonsul des Jahres 24, Gaius Calpurnius Aviola, diskutiert.